# الدوري الشمالي لكرة القدم 1926–27
الدوري الشمالي لكرة القدم 1926–27 (بالإنجليزية: 1926–27 Northern Football League)‏ هو موسم من الدوري الشمالي لكرة القدم ‏. فاز فيه كروك تاون ‏.